# Carlos Roselló
Carlos Roselló Betbeze  (ur. 2 maja 1922 w Montevideo, zm. przed 2004) – urugwajski koszykarz, brązowy medalista letnich igrzyskach olimpijskich w Helsinkach, a także uczestnik mistrzostw świata.
Carlos Roselló brał udział w dwóch olimpiadach - w 1948 i w 1952. Na igrzyskach w Londynie 
(gdzie jego reprezentacja zajęła piąte miejsce), wystąpił w co najmniej pięciu meczach, zdobywając 10 punktów. Zanotował także pięć fauli. Na następnej olimpiadzie w Helsinkach zdobył brązowy medal. Na tej imprezie wystąpił w co najmniej trzech meczach, zdobywając dziewięć punktów, przy tym notując cztery faule.
Zawodnik ten brał również udział w Mistrzostwach Świata w Koszykówce w roku 1954, gdzie razem z drużyną zajął 6. miejsce. W czterech spotkaniach zdobył dziewięć punktów; zanotował także 10 fauli.